# Променева терапія

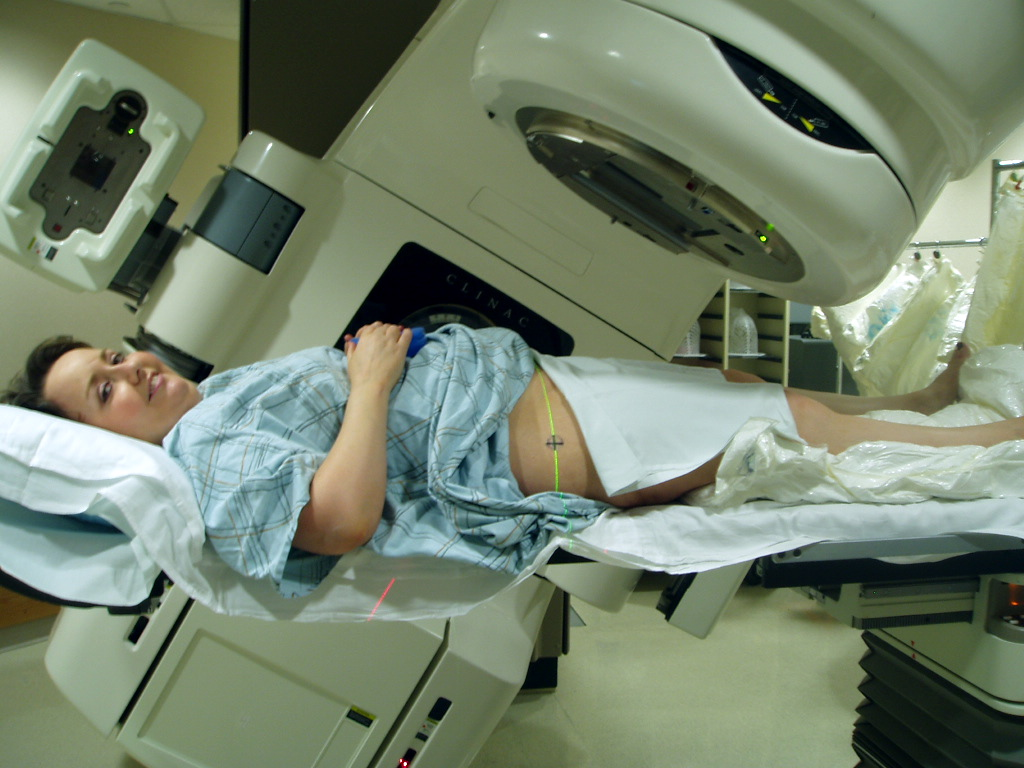
Радіаційна терапія тазу.
Лазерні промені та форма під ногами використовуються для точного визначення та фіксації положення

Променева терапія, також радіотерапія — використання іонізуючих випромінювань з лікувальною метою. Променева терапія — один з основних методів лікування онкологічних хворих. В ряді випадків вона застосовується і при деяких непухлинних захворюваннях — остеоартрозах, спондильозах, панариціях, гідраденітах, гострих і хронічних запальних процесах тощо.
Лікувальний ефект іонізуючого випромінювання зумовлений більшою чутливістю пухлини до дії випромінювань (порівняно зі здоровими тканинами, що її оточують). Існують високо-, помірно- і малочутливі до променевої терапії пухлини. Променеву терапію застосовують самостійно або в комбінації з хірургічним втручанням (перед- і післяопераційне опромінення), з одночасним або наступним введенням протипухлинних хімічних препаратів та інших лікарських речовин, які посилюють її ефективність.

## Методи променевої терапії

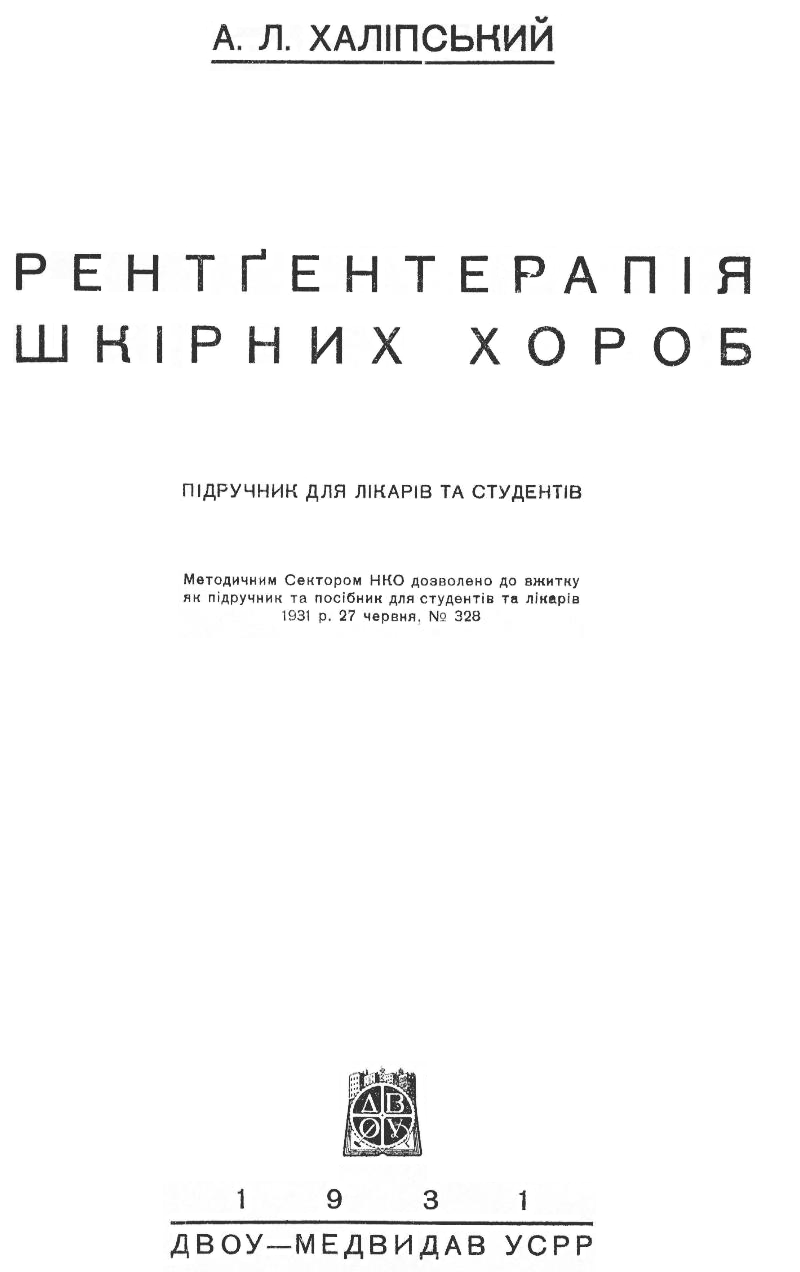
Підручник 1931 року з променевої терапії (рентгенівське випромінювання)

Застосовують такі методи променевої терапії:
- внутрішню — шляхом введення всередину (через рот або внутрішньовенно) радіоактивного йоду (131І) — при захворюванні щитоподібної залози, фосфору (32Р) — при метастазах в кістки і мієломній хворобі, колоїдного золота (198Au) — при раковому осіменінні плеври або очеревини;

- внутрішньопорожнинну — здійснюється різними способами, застосовується при лікуванні злоякісних пухлин порожнинних органів — носоглотки, стравоходу, сечового міхура, прямої кишки, вагіни, матки; найчастіше використовують препарати радіоактивного кобальту (60Со), їх вводять в радіоманіпуляційній, а потім хворого розміщують у спеціальній палаті;

- внутрішньотканинну — проводиться вкоріненням в пухлину голки з радіоактивного кобальту (в пухлину язика, порожнини рота) або шляхом ін'єкцій колоїдного радіоактивного золота;

- дистанційну — джерело випромінювання (кобальтова гармата, гамма-ніж тощо) міститься на великій віддалі від шкіри.

Останній вид лікування одержують 60—65 % онкологічних хворих. Крім локального опромінення пухлини в статичному, ротаційному, маятниковому або конвергентному режимі, при поширеному пухлинному процесі застосовують субтотальне або тотальне опромінення хворого. На ранніх стадіях захворювання застосування променева терапія може привести до радикального вилікування ряду пухлин. При поширеному процесі в ряді випадків досягається тимчасова, іноді тривала ремісія.